# ريبل الجنوبية (دائرة انتخابية في المملكة المتحدة)
ريبل الجنوبية (بالإنجليزية: South Ribble)‏ هي إحدى الدوائر الانتخابية في المملكة المتحدة الممثلة في مجلس العموم في برلمان المملكة المتحدة.
عضو البرلمان الذي يمثلها حالياً هو :Mr David S. Borrow (Lab).